# Escadaria do Bixiga

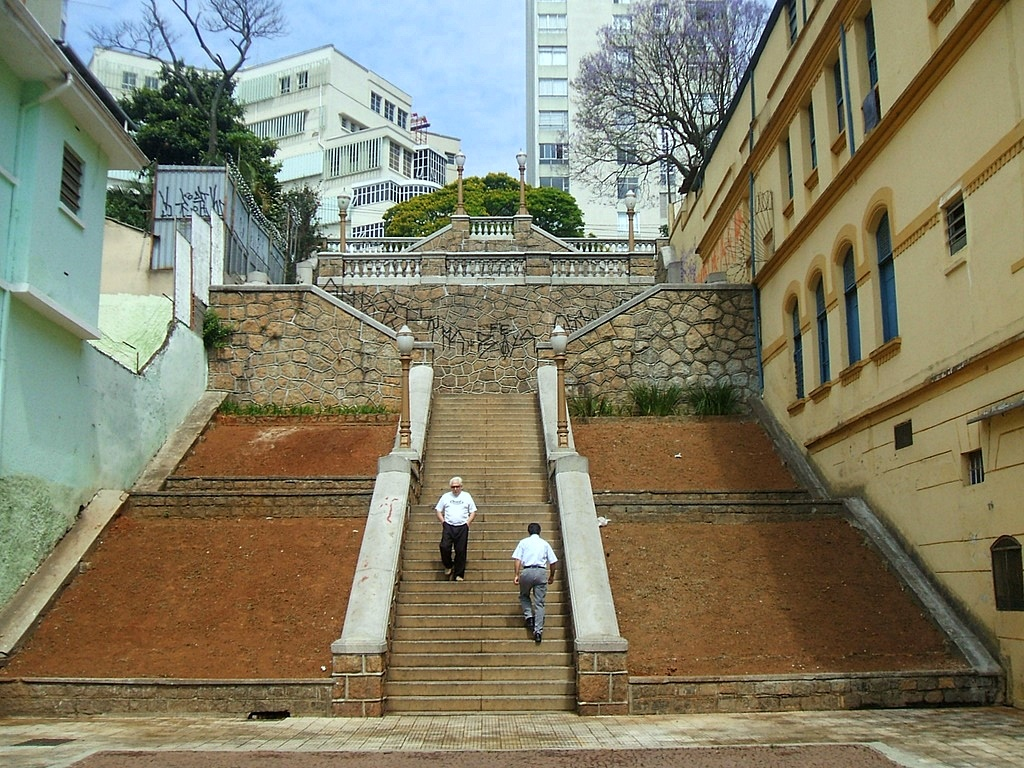
Escadaria do Bixiga em 2008

A escadaria do Bixiga é uma escada ao ar livre localizada na cidade de São Paulo e que faz ligação da Rua Treze de Maio com o Morro dos Ingleses, construída em 1929 pelo prefeito José Pires do Rio. É um dos símbolos e patrimônio tombado do bairro do Bixiga e já foi palco de filmes, novelas e peças publicitárias. Ela conta com 84 degraus e 16 metros de altura, uniu a classe alta com a classe baixa do bairro.

## Restaurações
Em julho de 2006 a escadaria passou por uma restauração na qual estima-se que foram gastos R$ 60 mil reais.